# Osogbo
Osogbo of Oshogbo is een stad in Nigeria en de hoofdstad van de staat Osun. De stad ligt aan de oevers van de rivier de Osun. Bestuurlijk is de stad opgedeeld in twee Local Government Area's (LGA): Osogbo met in 2006 een bevolking van 155.507 en in 2016 een bevolking van naar schatting 214.200, en Olorunda met in 2006 een bevolking van 131.649 en in 2016 een bevolking van naar schatting 181.300. Het grootste deel van de bevolking bestaat uit leden van de Yoruba.
Osogbo werd gesticht rond het begin van de 18e eeuw door jagers uit een nabijgelegen dorp, waar toen hongersnood heerste. De jagers verplaatsten om die reden een aantal familieleden naar de lagergelegen vlakke plateaus bij de Osun. Een van die jagers, Larooye, werd de eerste Ataoja (koning) van Osogbo en ging in een paleis wonen, waaromheen het grootste deel van de bevolking ging wonen. Na de val van de oude Oyo, trokken veel mensen — op de vlucht voor de oprukkende Fulbe — naar Osogbo, waarna de stad vooral in inwoneraantal toenam door migratie vanaf andere Yoruba-steden.
De stad ligt aan de spoorlijn van Kano naar Lagos en vormt een handelscentrum voor de omliggende landbouwregio, waar vooral yam, cassave, graan en tabak worden verbouwd, alsook katoenplanten voor het maken van kleren. Er bevinden zich een aantal hotels en een voetbalstadion met een capaciteit van 10.000 personen, waar een team uit de tweede divisie speelt. In 1988 was 27% van de bevolking werkzaam in de landbouw, 8% in de handel en ongeveer 30% als overheidsfunctionaris of leraar.
Osogbo is de zetel van een rooms-katholiek bisdom.

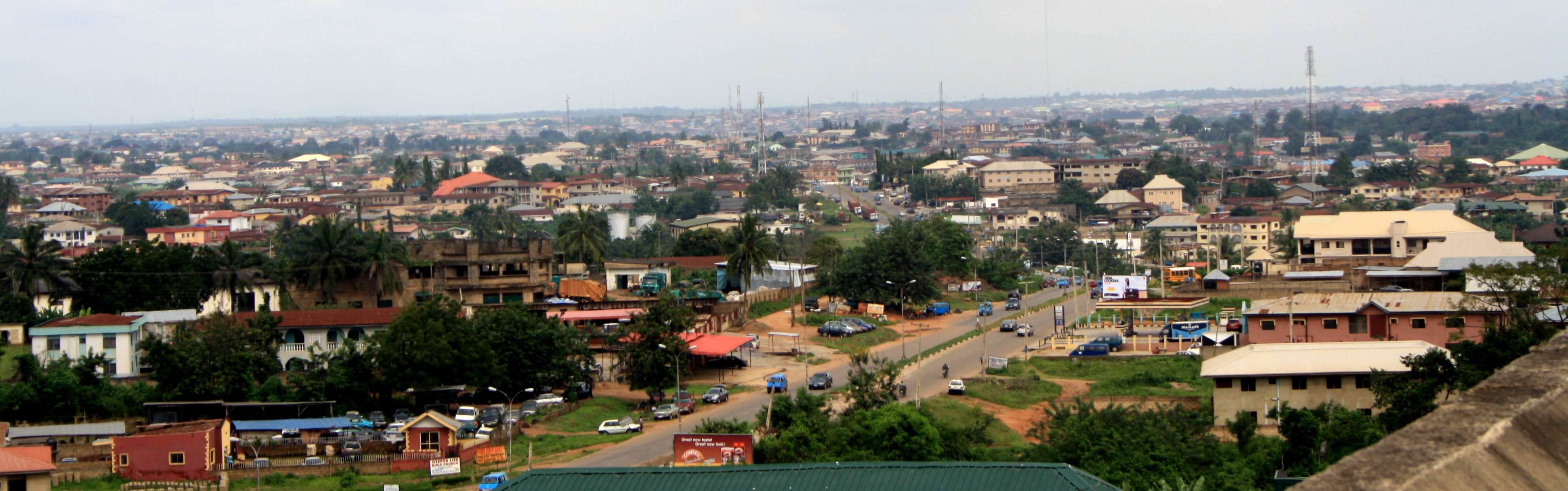
Osogbo